# Mazzola
Pour les articles homonymes, voir Mazzola (homonymie).
Mazzola est une commune française située dans la circonscription départementale de la Haute-Corse et le territoire de la collectivité de Corse. Elle appartient à l'ancienne piève de Bozio.

## Géographie

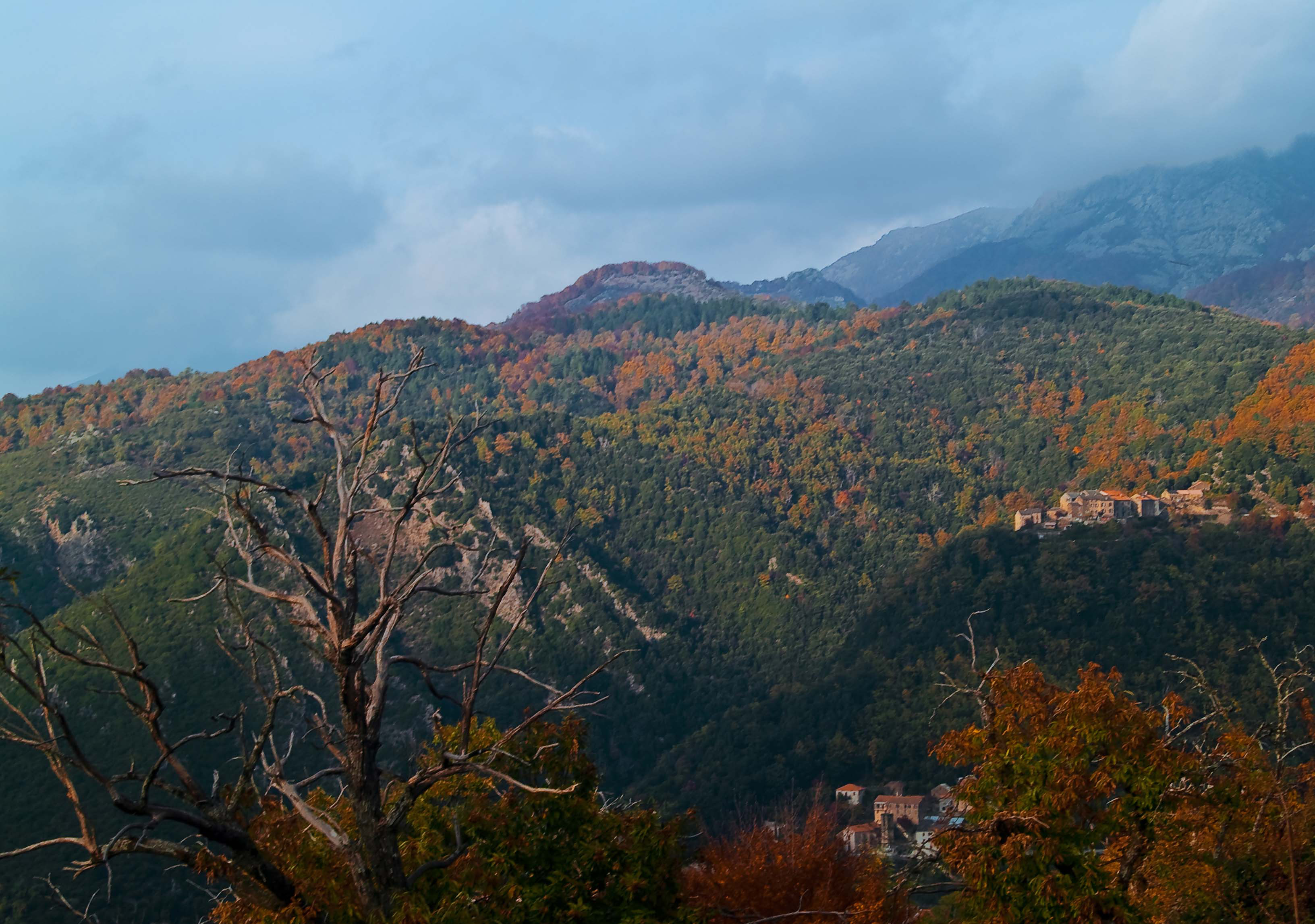
Vue de Mazzola, au pied des Caldane.

Situé à une altitude de 800 mètres environ, Mazzola se partage en quatre hameaux : le village (A Mazzola), A Casella, Saint-Cyprien (San Ciprianu) et Castelluccio (U Castellucciu), situés dans une région fortement boisée (châtaigneraies) au relief assez escarpé avec ses quatre groupes de maisons s'étalant de 800 à 1000 mètres. La commune forme l'extrémité orientale de l'ancienne pieve du Bozio.
Le village s'étend sur 660 hectares depuis 1857, à cette date les quelque 200 hectares de l'enclave de Cacciani ont été rétrocédés à la commune de Sant'Andréa-di-Bozio.

## Urbanisme

### Typologie
Au 1er janvier 2024, Mazzola est catégorisée commune rurale à habitat très dispersé, selon la nouvelle grille communale de densité à sept niveaux définie par l'Insee en 2022.
Elle est située hors unité urbaine et hors attraction des villes,.

### Occupation des sols
L'occupation des sols de la commune, telle qu'elle ressort de la base de données européenne d’occupation biophysique des sols Corine Land Cover (CLC), est marquée par l'importance des forêts et milieux semi-naturels (100 % en 2018), une proportion identique à celle de 1990 (100 %). La répartition détaillée en 2018 est la suivante : 
forêts (89,8 %), milieux à végétation arbustive et/ou herbacée (9,8 %), espaces ouverts, sans ou avec peu de végétation (0,4 %). L'évolution de l’occupation des sols de la commune et de ses infrastructures peut être observée sur les différentes représentations cartographiques du territoire : la carte de Cassini (XVIIIe siècle), la carte d'état-major (1820-1866) et les cartes ou photos aériennes de l'IGN pour la période actuelle (1950 à aujourd'hui).

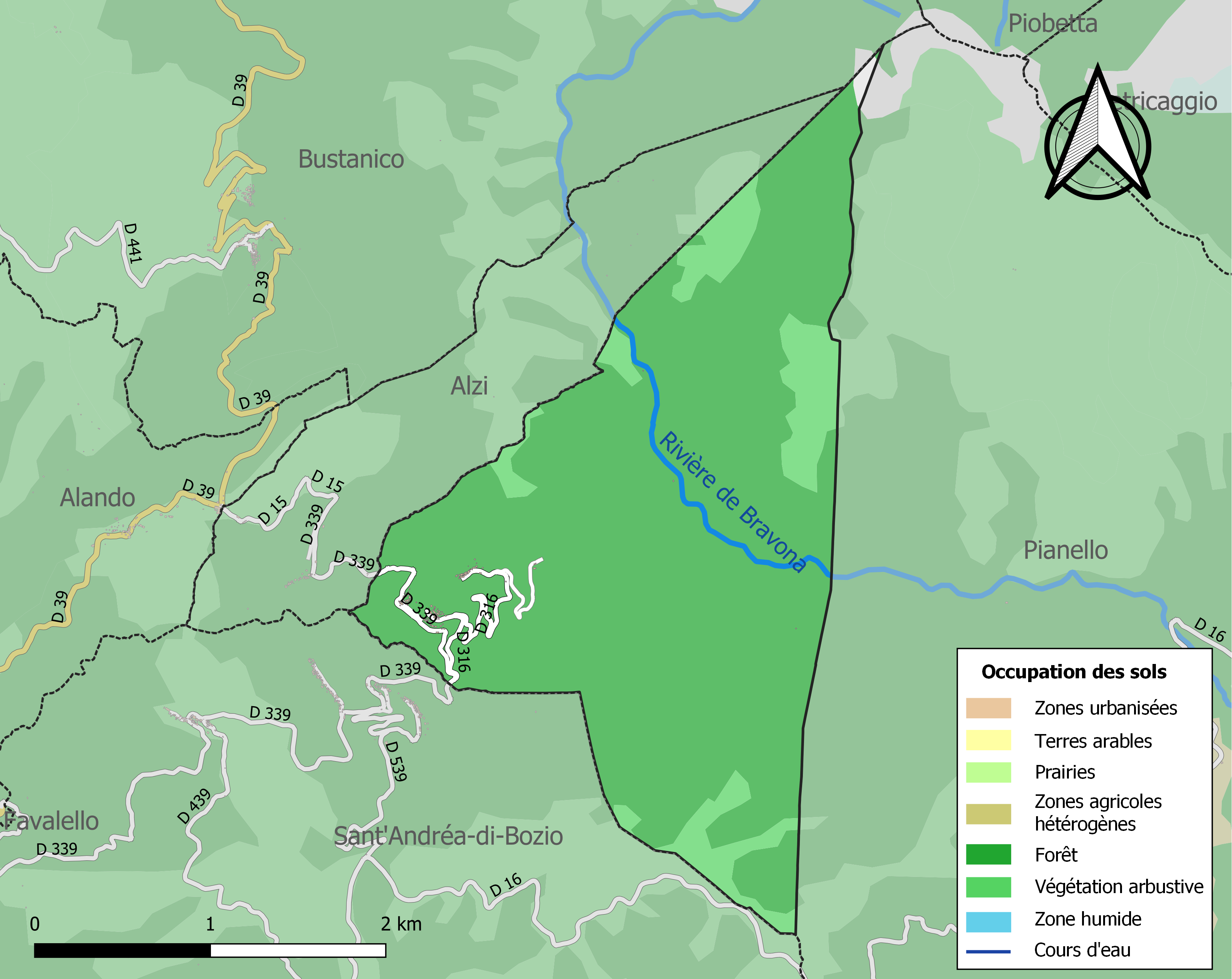
Carte des infrastructures et de l'occupation des sols de la commune en 2018 (CLC).

## Histoire
Un monument aux morts atteste que la population locale a payé un tribut important aux deux grandes guerres

## Économie
Le tourisme vert s'est développé à travers une douzaine de gîtes ruraux.
Il y a également un atelier – galerie de peinture dans le hameau de Mazzola.

## Politique et administration
| Période                                  | Période  | Identité        | Étiquette | Qualité  |
| ---------------------------------------- | -------- | --------------- | --------- | -------- |
| ?                                        | En cours | Michel Ciattoni | DVD       | Retraité |
| Les données manquantes sont à compléter. |          |                 |           |          |

## Démographie
L'évolution du nombre d'habitants est connue à travers les recensements de la population effectués dans la commune depuis 1800. Pour les communes de moins de 10 000 habitants, une enquête de recensement portant sur toute la population est réalisée tous les cinq ans, les populations de référence des années intermédiaires étant quant à elles estimées par interpolation ou extrapolation. Pour la commune, le premier recensement exhaustif entrant dans le cadre du nouveau dispositif a été réalisé en 2007.

En 2022, la commune comptait 25 habitants, en évolution de −10,71 % par rapport à 2016 (Haute-Corse : +5,15 %, France hors Mayotte : +2,11 %).
| 1800 | 1806 | 1821 | 1831 | 1836 | 1841 | 1846 | 1851 | 1856 |
| ---- | ---- | ---- | ---- | ---- | ---- | ---- | ---- | ---- |
| 186  | 221  | 190  | 236  | 233  | 227  | 222  | 212  | 220  |

| 1861 | 1866 | 1872 | 1876 | 1881 | 1886 | 1891 | 1896 | 1901 |
| ---- | ---- | ---- | ---- | ---- | ---- | ---- | ---- | ---- |
| 216  | 220  | 217  | 231  | 213  | 226  | 232  | 244  | 245  |

| 1906 | 1911 | 1921 | 1926 | 1931 | 1936 | 1946 | 1954 | 1962 |
| ---- | ---- | ---- | ---- | ---- | ---- | ---- | ---- | ---- |
| 218  | 260  | 246  | 267  | 312  | 313  | 246  | 156  | 86   |

| 1968 | 1975 | 1982 | 1990 | 1999 | 2006 | 2007 | 2012 | 2017 |
| ---- | ---- | ---- | ---- | ---- | ---- | ---- | ---- | ---- |
| 61   | 49   | 36   | 27   | 22   | 25   | 25   | 26   | 28   |

| 2022 | - | - | - | - | - | - | - | - |
| ---- | - | - | - | - | - | - | - | - |
| 25   | - | - | - | - | - | - | - | - |

## Lieux et monuments
- La chapelle Saint-Pancrace située au-dessus du hameau de Castelluccio, dans la châtaigneraie.

Tous les ans la fête patronale donne lieu à une messe suivie d'une procession puis de festivités, le premier dimanche du mois d’août
- La chapelle Saint-Michel (XIVe), hameau de Castelluciu[12].
- L'église paroissiale de Saint-Cyprien, rénovée dans les années 2000.
- La chapelle San Vincentu.
- Une Via Romana sur la crête, aux murets partiellement réhabilités avec les pierres d'origine[13].

## Personnalités liées à la commune
- Jean-Charles Marchiani, homme politique.
- Dr Jean Natali, ancien sénateur de l'Oise
- Jean-Charles Fabiani, Artiste Peintre[14].